# Espeler

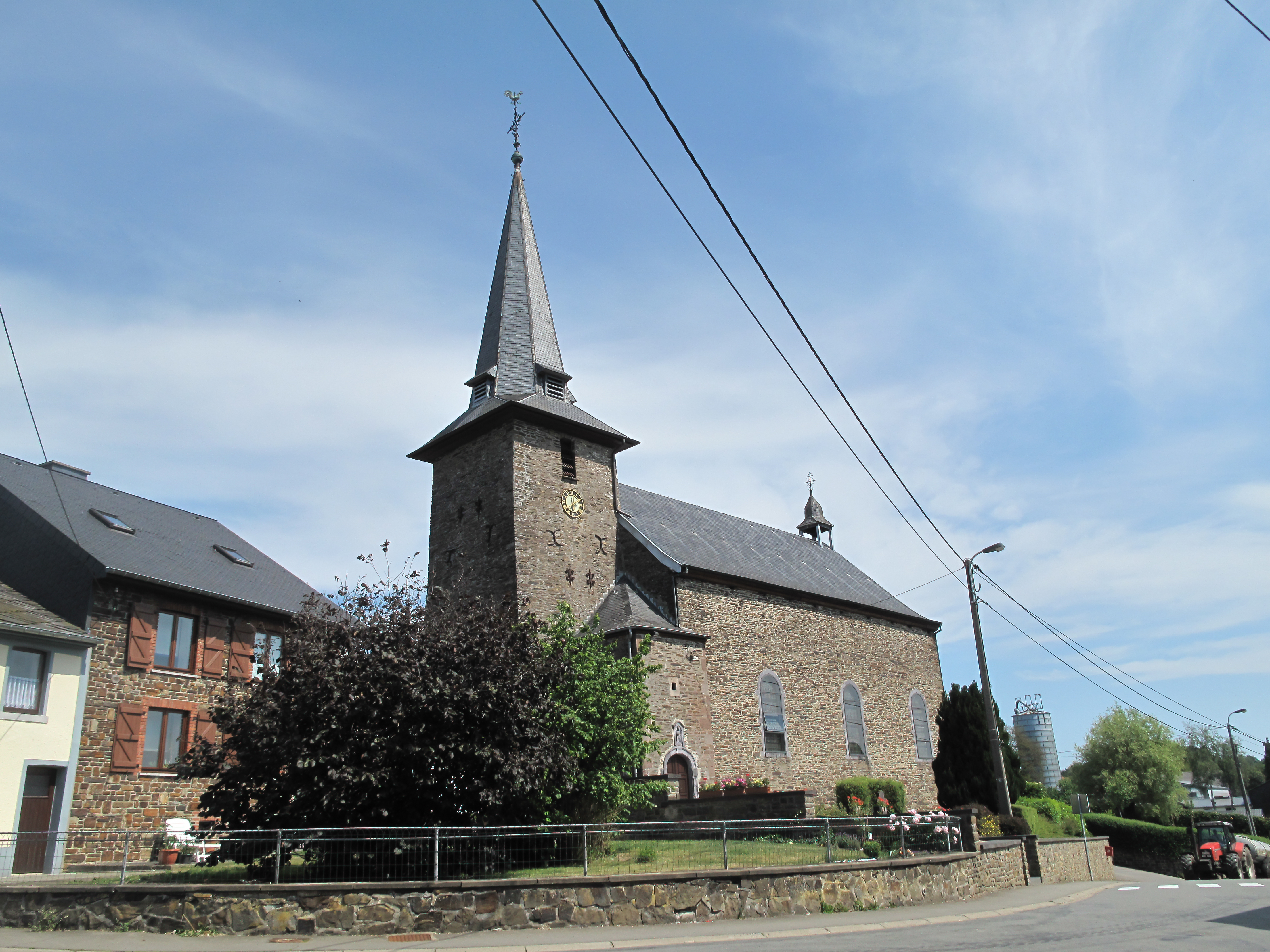
Espeler, Kirche

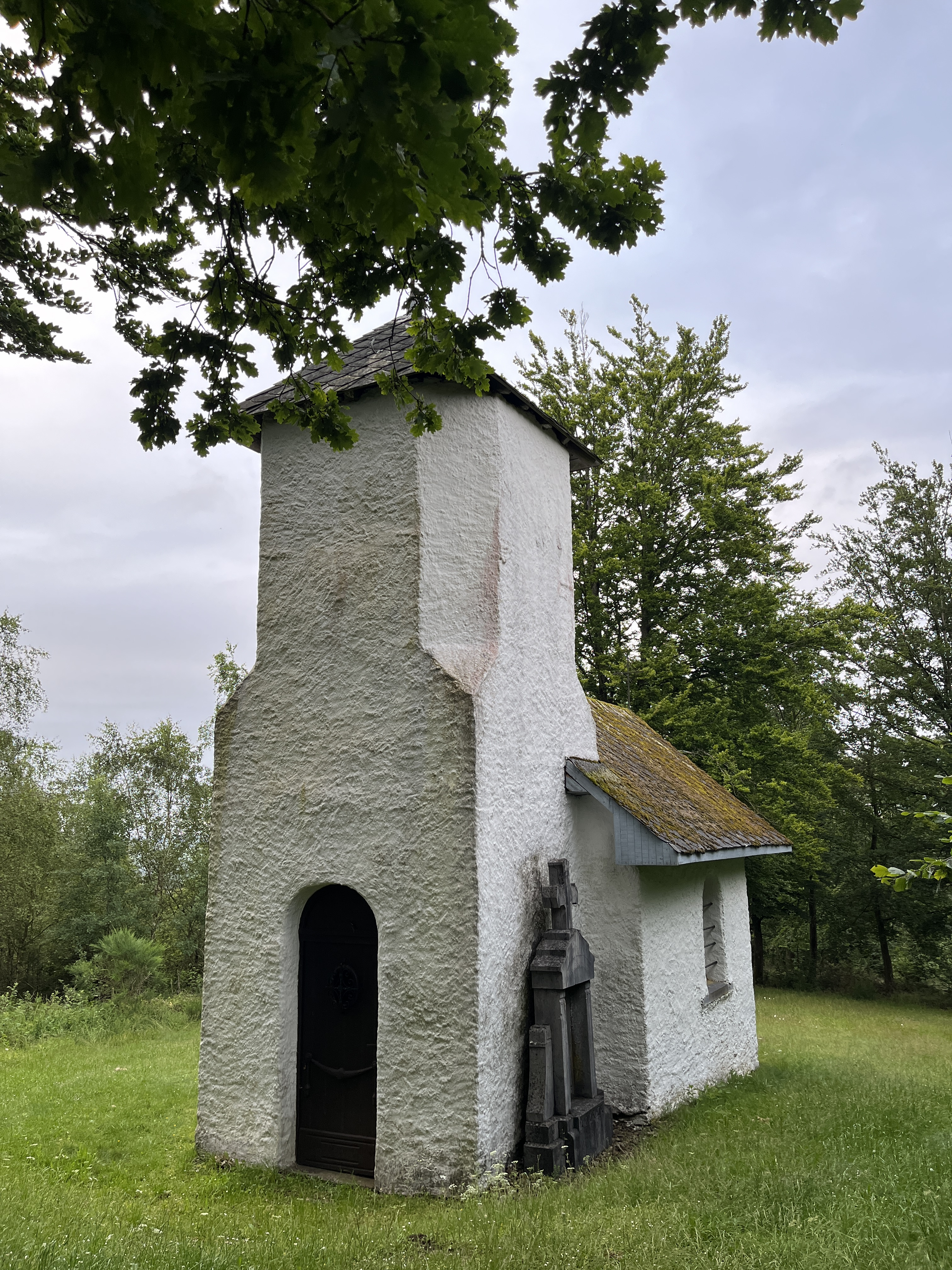
St.-Hubertus-Kapelle „Steinemann“

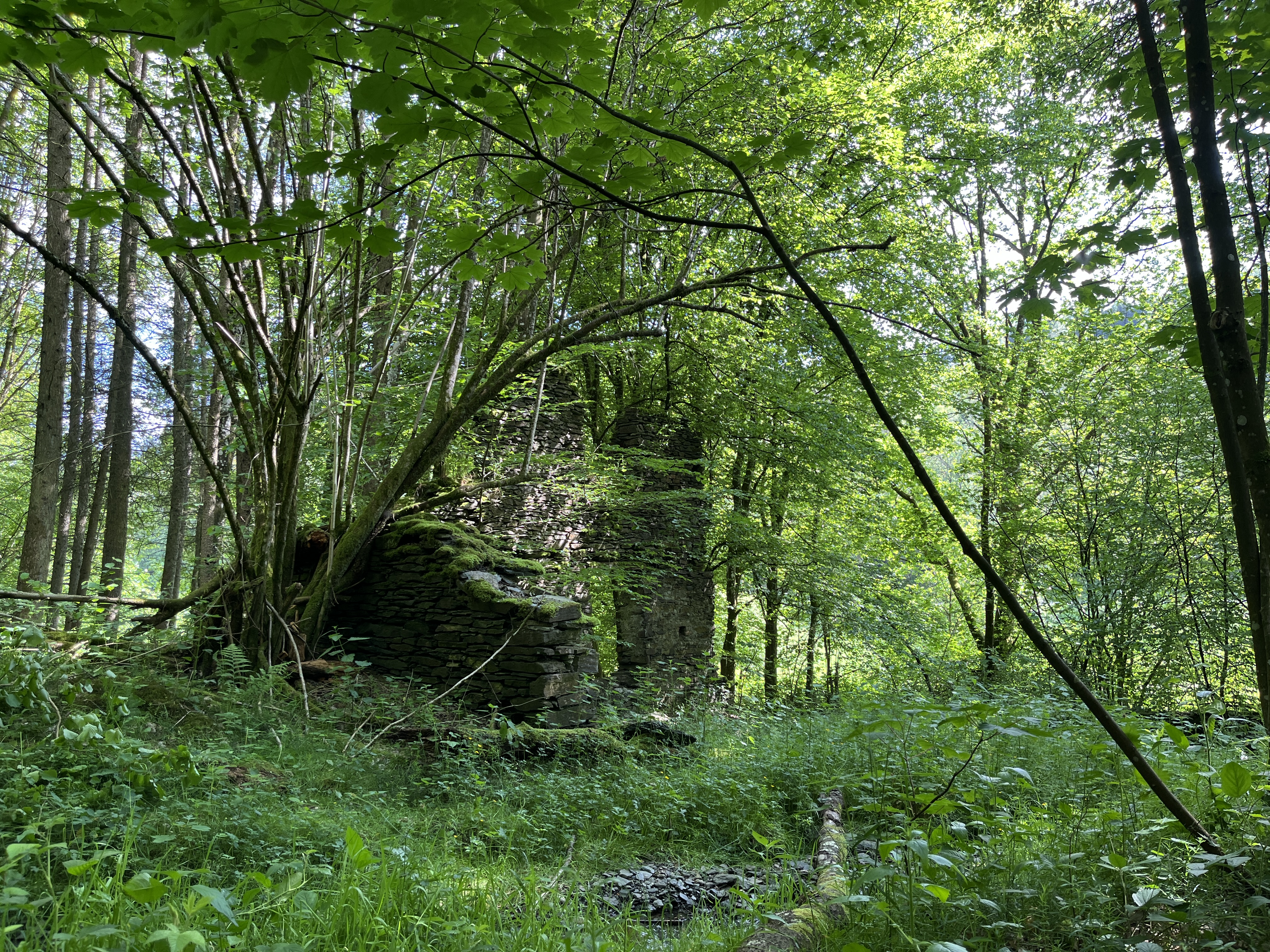
Espeler, Alte Mühle

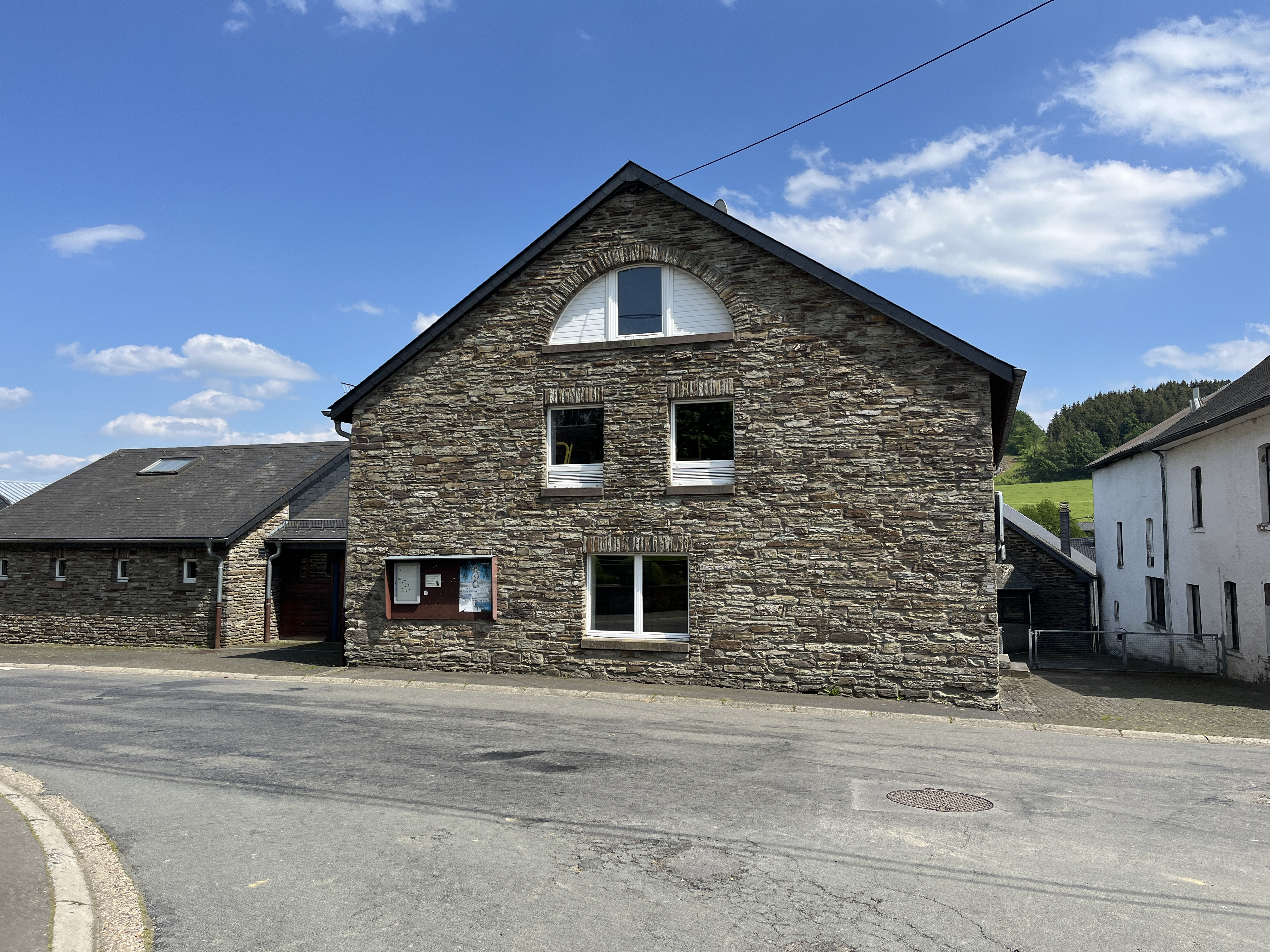
Espeler, Ehemalige Schule

Espeler ist ein in der belgischen Eifel gelegenes Dorf mit 254 Einwohnern, das zur Gemeinde Burg-Reuland in der Provinz Lüttich gehört. Espeler liegt in der Deutschsprachigen Gemeinschaft Belgiens.
Espeler grenzt an Thommen, Dürler, Grüfflingen, Oudler, Aldringen, Deiffelt und Maldingen.

## Ortsname
Der Name Espeler wird mit Wohnsiedlung am Zusammenfluss kleiner Wasserläufe gedeutet. Er setzt sich aus den Worten as und apa, welche mit fließendes Gewässer übersetzt werden, sowie dem Wort Lar, das mit Wohnstätte angegeben wird, zusammen.

## Geografie
Die Ulf fließt durch das Dorf. Der Thommer Bach mündet nahe dem südöstlichen Ortsausgang, unweit der ehemaligen Espeler Mühle in die Ulf.
Espeler grenzt an den nördlichsten Punkt Luxemburgs, erkennbar an einem Poller an der Grenze.

## Kultur
Die im Dorf ansässigen Vereine veranstalten jedes Jahr verschiedene Veranstaltungen, darunter die Kirmes, die jedes Jahr am Pfingstwochenende ausgerichtet wird, das Bierfest und die OWM-Disco. All diese Veranstaltungen finden im Dorfsaal statt.

## Sehenswürdigkeiten
- Hubertuskapelle Steinemann – 1882 in einem Waldstück bei Espeler errichtet
- Eulenstein – Aussichtspunkt bei Espeler
- Die Kirche des hl. Walaricus – Dorfkirche im Zentrum, gegenüber der alten Schule
- Ruine der Espeler Mühle – ehemalige Mühle, unweit entfernt vom Eulenstein

## Schulwesen
Im Ortskern, gegenüber der Kirche befindet sich die im Jahr 1880 gebaute Grundschule, die seit 2020 aber nicht mehr für Unterrichtszwecke genutzt wird, da sich nicht genügend Schüler gefunden haben.
Ab dem September 2024 ziehen die Schüler aus Aldringen vorübergehend in die Schule von Espeler ein.